# Gims/Diskografie
Diese Diskografie ist eine Übersicht über die musikalischen Werke des kongolesischen Rappers und Sängers Gims. Den Schallplattenauszeichnungen zufolge hat er bisher mehr als 15,6 Millionen Tonträger verkauft. Seine erfolgreichste Veröffentlichung ist die Single Est-ce que tu m’aimes? mit über 980.000 verkauften Einheiten.

## Alben

### Studioalben
| Jahr | Titel Musiklabel                                              | Höchstplatzierung, Gesamtwochen, AuszeichnungChartplatzierungen (Jahr, Titel, Musiklabel, Platzierungen, Wochen, Auszeichnungen, Anmerkungen) | Höchstplatzierung, Gesamtwochen, AuszeichnungChartplatzierungen (Jahr, Titel, Musiklabel, Platzierungen, Wochen, Auszeichnungen, Anmerkungen) | Höchstplatzierung, Gesamtwochen, AuszeichnungChartplatzierungen (Jahr, Titel, Musiklabel, Platzierungen, Wochen, Auszeichnungen, Anmerkungen) | Höchstplatzierung, Gesamtwochen, AuszeichnungChartplatzierungen (Jahr, Titel, Musiklabel, Platzierungen, Wochen, Auszeichnungen, Anmerkungen) | Höchstplatzierung, Gesamtwochen, AuszeichnungChartplatzierungen (Jahr, Titel, Musiklabel, Platzierungen, Wochen, Auszeichnungen, Anmerkungen) | Höchstplatzierung, Gesamtwochen, AuszeichnungChartplatzierungen (Jahr, Titel, Musiklabel, Platzierungen, Wochen, Auszeichnungen, Anmerkungen) | Anmerkungen                                                                                     | [↑]: gemeinsam behandelt mit vorhergehendem Eintrag; [←]: in beiden Charts platziert |
| Jahr | Titel Musiklabel                                              | FR | BEW | BEF | DE | AT | CH | Anmerkungen                                                                                     |                                                                                      |
| ---- | ------------------------------------------------------------- | --- | --- | --- | --- | --- | --- | ----------------------------------------------------------------------------------------------- | ------------------------------------------------------------------------------------ |
| 2013 | Subliminal / La face cachée Wati-B (Sony)                     | FR2 Diamant · (176 Wo.)FR | BEW1 Gold · (164 Wo.)BEW | BEF47 (28 Wo.)BEF | — | — | CH11 (41 Wo.)CH | Erstveröffentlichung: 20. Mai 2013 / 2. Dezember 2013 a Verkäufe: + 515.000                     |                                                                                      |
| 2015 | Mon cœur avait raison Wati-B (Sony)                           | FR1 Diamant · (106 Wo.)FR | BEW1 Platin · (… Wo.)BEW | BEF24 (43 Wo.)BEF | — | — | CH3 Platin · (69 Wo.)CH | Erstveröffentlichung: 28. August 2015 / 26. August 2016 b Verkäufe: + 600.000                   |                                                                                      |
| 2018 | Ceinture noire / Transcendance / Décennie Chahawat (B1)       | FR1 ×2Doppeldiamant · (138 Wo.)FR | BEW1 Platin · (269 Wo.)BEW | BEF28 (43 Wo.)BEF | DE48 (3 Wo.)DE | — | CH1 Gold · (84 Wo.)CH | Erstveröffentlichung: 23. März 2018 / 26. April 2019 / 6. Dezember 2019 c Verkäufe: + 1.030.000 |                                                                                      |
| 2020 | Le fléau / Les vestiges du fléau Géante Rouge (B1)            | FR1 ×2Doppelplatin · (96 Wo.)FR | BEW7 (57 Wo.)BEW | — | — | — | CH14 (8 Wo.)CH | Erstveröffentlichung: 4. Dezember 2020 / 28. Mai 2021 d Verkäufe: + 200.000                     |                                                                                      |
| 2021 | L’empire de Méroé Géante Rouge (B1)[FR: ↑]                    | FR1 ×2Doppelplatin · (96 Wo.)FR | BEW80 (2 Wo.)BEW | — | — | —[CH: ↑] | CH14 (8 Wo.)CH | Erstveröffentlichung: 3. Dezember 2021                                                          |                                                                                      |
| 2022 | Les dernières volontés de Mozart (Symphony) Géante Rouge (B1) | FR4 Platin · (54 Wo.)FR | BEW23 (22 Wo.)BEW | — | — | — | CH47 (2 Wo.)CH | Erstveröffentlichung: 2. Dezember 2022 Verkäufe: + 100.000                                      |                                                                                      |

### Kompilationen
| Jahr | Titel Musiklabel                                               | Höchstplatzierung, Gesamtwochen, AuszeichnungChartplatzierungen (Jahr, Titel, Musiklabel, Platzierungen, Wochen, Auszeichnungen, Anmerkungen) | Höchstplatzierung, Gesamtwochen, AuszeichnungChartplatzierungen (Jahr, Titel, Musiklabel, Platzierungen, Wochen, Auszeichnungen, Anmerkungen) | Höchstplatzierung, Gesamtwochen, AuszeichnungChartplatzierungen (Jahr, Titel, Musiklabel, Platzierungen, Wochen, Auszeichnungen, Anmerkungen) | Höchstplatzierung, Gesamtwochen, AuszeichnungChartplatzierungen (Jahr, Titel, Musiklabel, Platzierungen, Wochen, Auszeichnungen, Anmerkungen) | Höchstplatzierung, Gesamtwochen, AuszeichnungChartplatzierungen (Jahr, Titel, Musiklabel, Platzierungen, Wochen, Auszeichnungen, Anmerkungen) | Höchstplatzierung, Gesamtwochen, AuszeichnungChartplatzierungen (Jahr, Titel, Musiklabel, Platzierungen, Wochen, Auszeichnungen, Anmerkungen) | Anmerkungen                           |
| Jahr | Titel Musiklabel                                               | FR | BEW | BEF | DE | AT | CH | Anmerkungen                           |
| ---- | -------------------------------------------------------------- | --- | --- | --- | --- | --- | --- | ------------------------------------- |
| 2016 | À contrecoeur (Mon coeur avait raison réédition) Wati-B (Sony) | FR62 (1 Wo.)FR | — | — | — | — | — | Erstveröffentlichung: 26. August 2016 |

### EPs
| Jahr | Titel Musiklabel                                                       | Höchstplatzierung, Gesamtwochen, AuszeichnungChartplatzierungen (Jahr, Titel, Musiklabel, Platzierungen, Wochen, Auszeichnungen, Anmerkungen) | Höchstplatzierung, Gesamtwochen, AuszeichnungChartplatzierungen (Jahr, Titel, Musiklabel, Platzierungen, Wochen, Auszeichnungen, Anmerkungen) | Höchstplatzierung, Gesamtwochen, AuszeichnungChartplatzierungen (Jahr, Titel, Musiklabel, Platzierungen, Wochen, Auszeichnungen, Anmerkungen) | Höchstplatzierung, Gesamtwochen, AuszeichnungChartplatzierungen (Jahr, Titel, Musiklabel, Platzierungen, Wochen, Auszeichnungen, Anmerkungen) | Höchstplatzierung, Gesamtwochen, AuszeichnungChartplatzierungen (Jahr, Titel, Musiklabel, Platzierungen, Wochen, Auszeichnungen, Anmerkungen) | Höchstplatzierung, Gesamtwochen, AuszeichnungChartplatzierungen (Jahr, Titel, Musiklabel, Platzierungen, Wochen, Auszeichnungen, Anmerkungen) | Anmerkungen                                                                        |
| Jahr | Titel Musiklabel                                                       | FR | BEW | BEF | DE | AT | CH | Anmerkungen                                                                        |
| ---- | ---------------------------------------------------------------------- | --- | --- | --- | --- | --- | --- | ---------------------------------------------------------------------------------- |
| 2006 | Ceux qui dorment les yeux ouverts                                      | — | — | — | — | — | — | Erstveröffentlichung: 7. Dezember 2006                                             |
| 2010 | Le Fléau (Version EP)                                                  | — | — | — | — | — | — | Erstveröffentlichung: 1. Dezember 2010                                             |
| 2013 | Bella EP Jive / Epic                                                   | FR193 (1 Wo.)FR | — | — | — | — | — | Erstveröffentlichung: 5. Mai 2013                                                  |
| 2024 | Le nord se souvient / Le nord se souvient: L’odyssée Géante Rouge (B1) | FR1 ×3Dreifachplatin · (… Wo.)FR | BEW1 (… Wo.)BEW | — | — | — | CH7 (… Wo.)CH | Erstveröffentlichung: 13. September 2024 / 13. Dezember 2024 e Verkäufe: + 300.000 |

## Singles

### Als Leadmusiker
| Jahr | Titel Album                                                   | Höchstplatzierung, Gesamtwochen, AuszeichnungChartplatzierungen (Jahr, Titel, Album, Platzierungen, Wochen, Auszeichnungen, Anmerkungen) | Höchstplatzierung, Gesamtwochen, AuszeichnungChartplatzierungen (Jahr, Titel, Album, Platzierungen, Wochen, Auszeichnungen, Anmerkungen) | Höchstplatzierung, Gesamtwochen, AuszeichnungChartplatzierungen (Jahr, Titel, Album, Platzierungen, Wochen, Auszeichnungen, Anmerkungen) | Höchstplatzierung, Gesamtwochen, AuszeichnungChartplatzierungen (Jahr, Titel, Album, Platzierungen, Wochen, Auszeichnungen, Anmerkungen) | Höchstplatzierung, Gesamtwochen, AuszeichnungChartplatzierungen (Jahr, Titel, Album, Platzierungen, Wochen, Auszeichnungen, Anmerkungen) | Höchstplatzierung, Gesamtwochen, AuszeichnungChartplatzierungen (Jahr, Titel, Album, Platzierungen, Wochen, Auszeichnungen, Anmerkungen) | Anmerkungen                                                                                      |
| Jahr | Titel Album                                                   | FR | BEW | BEF | DE | AT | CH | Anmerkungen                                                                                      |
| --- | ------------------------------------------------------------- | --- | --- | --- | --- | --- | --- | ------------------------------------------------------------------------------------------------ |
| 2013 | Meurtre par strangulation Subliminal                          | FR59 (15 Wo.)FR | — | — | — | — | — | Erstveröffentlichung: 1. März 2013                                                               |
| 2013 | J'me tire Subliminal                                          | FR1 Platin · (89 Wo.)FR | BEW1 Platin · (32 Wo.)BEW | BEF4 (19 Wo.)BEF | — | — | CH17 Gold · (25 Wo.)CH | Erstveröffentlichung: 15. März 2013 Verkäufe: + 208.333                                          |
| 2013 | Bella Subliminal                                              | FR3 Platin · (106 Wo.)FR | BEW3 Gold · (38 Wo.)BEW | — | — | — | CH25 (17 Wo.)CH | Erstveröffentlichung: 6. Mai 2013 Verkäufe: + 148.333                                            |
| 2013 | One Shot Subliminal                                           | FR16 (41 Wo.)FR | BEW25 (15 Wo.)BEW | — | — | — | — | Erstveröffentlichung: 10. Juni 2013 feat. Dry                                                    |
| 2013 | Ça marche Subliminal                                          | FR29 (34 Wo.)FR | BEW28 (7 Wo.)BEW | — | — | — | — | Erstveröffentlichung: 5. August 2013 feat. The Shin Sekaï                                        |
| 2013 | Changer Subliminal                                            | FR9 (37 Wo.)FR | BEW15 (12 Wo.)BEW | — | — | — | — | Erstveröffentlichung: 17. Oktober 2013                                                           |
| 2013 | You Lose Subliminal (Édition Deluxe)                          | FR65 (2 Wo.)FR | — | — | — | — | — | Erstveröffentlichung: 1. November 2013                                                           |
| 2013 | Zombie Subliminal (Édition Deluxe)                            | FR3 Gold · (47 Wo.)FR | BEW11 (34 Wo.)BEW | — | — | — | CH62 (9 Wo.)CH | Erstveröffentlichung: 25. November 2013 Verkäufe: + 66.666                                       |
| 2013 | Warano-Style Subliminal (Édition Deluxe)                      | FR21 (31 Wo.)FR | BEW49 (1 Wo.)BEW | — | — | — | — | Erstveröffentlichung: 27. November 2013                                                          |
| 2015 | Est-ce que tu m’aimes? Mon cœur avait raison                  | FR3 Platin · (83 Wo.)FR | BEW2 Gold · (33 Wo.)BEW | BEF19 (15 Wo.)BEF | DE— f GoldDE | AT— PlatinAT | CH43 (25 Wo.)CH | Erstveröffentlichung: 27. April 2015 Verkäufe: + 985.000                                         |
| 2015 | Melynda Gates Mon cœur avait raison                           | FR112 (2 Wo.)FR | — | — | — | — | — | Erstveröffentlichung: 21. Juni 2015                                                              |
| 2015 | Laisser passer Mon cœur avait raison                          | FR7 Gold · (31 Wo.)FR | BEW7 (23 Wo.)BEW | — | — | — | — | Erstveröffentlichung: 22. Juni 2015 Verkäufe: + 66.666                                           |
| 2015 | Longue vie Mon cœur avait raison                              | FR52 (10 Wo.)FR | — | — | — | — | — | Erstveröffentlichung: 22. Juli 2015 feat. Lefa                                                   |
| 2015 | Brisé (Pilule bleue) Mon cœur avait raison                    | FR6 Gold · (30 Wo.)FR | BEW5 (17 Wo.)BEW | — | — | — | — | Erstveröffentlichung: 24. August 2015 Verkäufe: + 100.000                                        |
| 2015 | Sapés comme jamais Mon cœur avait raison                      | FR2 Diamant · (83 Wo.)FR | BEW2 Gold · (26 Wo.)BEW | — | — | — | — | Erstveröffentlichung: 19. Oktober 2015 Verkäufe: + 348.333; feat. Niska                          |
| 2015 | ABCD Mon cœur avait raison                                    | FR165 (1 Wo.)FR | — | — | — | — | — | Erstveröffentlichung: 30. Oktober 2015                                                           |
| 2015 | Tu vas me manquer Mon cœur avait raison                       | FR6 Platin · (38 Wo.)FR | BEW28 (9 Wo.)BEW | — | — | — | — | Erstveröffentlichung: 11. Dezember 2015 Verkäufe: + 133.333                                      |
| 2016 | Je te pardonne Mon cœur avait raison                          | FR12 (34 Wo.)FR | BEW8 (23 Wo.)BEW | — | — | — | — | Erstveröffentlichung: 18. März 2016 feat. Sia                                                    |
| 2016 | Zoum zoum –                                                   | FR22 Gold · (9 Wo.)FR | — | — | — | — | — | Erstveröffentlichung: 29. April 2016 Verkäufe: + 66.666; feat. Djuna Family                      |
| 2016 | Ma beauté À contrecoeur (Mon coeur avait raison réédition)    | FR11 Diamant · (26 Wo.)FR | BEW48 (3 Wo.)BEW | — | — | — | — | Erstveröffentlichung: 3. Juni 2016 Verkäufe: + 333.333                                           |
| 2016 | 150 À contrecoeur (Mon coeur avait raison réédition)          | FR61 (4 Wo.)FR | — | — | — | — | — | Erstveröffentlichung: 27. Juli 2016                                                              |
| 2016 | Boucan À contrecoeur (Mon coeur avait raison réédition)       | FR21 Platin · (21 Wo.)FR | BEW44 (3 Wo.)BEW | — | — | — | — | Erstveröffentlichung: 12. August 2016 Verkäufe: + 133.333; feat. Jul & DJ Last One               |
| 2016 | Tout donner À contrecoeur (Mon coeur avait raison réédition)  | FR18 Diamant · (40 Wo.)FR | BEW26 (9 Wo.)BEW | — | — | — | — | Erstveröffentlichung: 11. November 2016 Verkäufe: + 233.333                                      |
| 2017 | Loin À contrecoeur (Mon coeur avait raison réédition)         | FR42 Platin · (18 Wo.)FR | — | — | DE6 Platin · (24 Wo.)DE | AT— GoldAT | CH71 Platin · (6 Wo.)CH | Erstveröffentlichung: 13. März 2017 Verkäufe: + 568.333; feat. Dany Synthé                       |
| 2017 | Marabout –                                                    | FR49 (6 Wo.)FR | — | — | — | — | — | Erstveröffentlichung: 12. Mai 2017                                                               |
| 2017 | Caméléon Ceinture noire                                       | FR11 Diamant · (43 Wo.)FR | BEW32 (7 Wo.)BEW | — | — | — | CH38 Gold · (5 Wo.)CH | Erstveröffentlichung: 10. November 2017 Verkäufe: + 343.333                                      |
| 2018 | Mi Gna (Maître Gims Remix) Ceinture noire                     | FR6 Platin · (34 Wo.)FR | BEW21 (13 Wo.)BEW | — | — | — | CH74 Gold · (4 Wo.)CH | Erstveröffentlichung: 18. Januar 2018 Verkäufe: + 143.333; mit Super Sako feat. Hayko            |
| 2018 | La même Ceinture noire                                        | FR1 Diamant · (94 Wo.)FR | BEW1 ×2Doppelplatin · (30 Wo.)BEW | BEF21 (16 Wo.)BEF | — | — | CH24 (24 Wo.)CH | Erstveröffentlichung: 9. März 2018 Verkäufe: + 393.333; mit Vianney                              |
| 2018 | Loup garou Ceinture noire                                     | FR3 Platin · (16 Wo.)FR | BEW38 (3 Wo.)BEW | — | — | — | CH86 (1 Wo.)CH | Erstveröffentlichung: 9. März 2018 Verkäufe: + 200.000; feat. Sofiane                            |
| 2018 | Corazón Ceinture noire (Transcendance)                        | FR52 Platin · (27 Wo.)FR | BEW50 (1 Wo.)BEW | — | — | — | — | Erstveröffentlichung: 30. März 2018 Verkäufe: + 200.000; feat. Lil Wayne & French Montana        |
| 2018 | Oulala Ceinture noire                                         | FR126 (1 Wo.)FR | — | — | — | — | — | Erstveröffentlichung: 20. Juli 2018                                                              |
| 2018 | Le pire Ceinture noire                                        | FR57 Platin · (21 Wo.)FR | — | — | — | — | — | Erstveröffentlichung: 26. Oktober 2018 Verkäufe: + 200.000                                       |
| 2018 | Tu ne le vois pas Ceinture noire                              | FR13 Platin · (25 Wo.)FR | BEW49 (1 Wo.)BEW | — | — | — | — | Erstveröffentlichung: 14. Dezember 2018 Verkäufe: + 200.000; feat. Dadju                         |
| 2019 | Miami Vice Ceinture noire (Transcendance)                     | FR39 Platin · (20 Wo.)FR | BEW37 (4 Wo.)BEW | — | — | — | CH83 (1 Wo.)CH | Erstveröffentlichung: 15. März 2019 Verkäufe: + 200.000                                          |
| 2019 | Hola Señorita Ceinture noire (Transcendance)                  | FR15 Diamant · (37 Wo.)FR | BEW5 Gold · (18 Wo.)BEW | — | — | AT— GoldAT | CH12 ×2Doppelplatin · (29 Wo.)CH | Erstveröffentlichung: 26. April 2019 Verkäufe: + 548.333; mit Maluma                             |
| 2019 | Reste Ceinture noire (Transcendance)                          | FR16 Diamant · (38 Wo.)FR | BEW9 Gold · (31 Wo.)BEW | — | — | — | CH91 (4 Wo.)CH | Erstveröffentlichung: 23. August 2019 Verkäufe: + 353.333; mit Sting                             |
| 2019 | Ceci n’est pas du rap Ceinture noire (Décennie)               | FR64 Gold · (8 Wo.)FR | — | — | — | — | — | Erstveröffentlichung: 22. November 2019 Verkäufe: + 100.000; feat. Niro                          |
| 2019 | Le prix à payer Ceinture noire (Transcendance)                | FR172 Gold · (5 Wo.)FR | — | — | — | — | — | Erstveröffentlichung: 30. November 2019 Verkäufe: + 100.000                                      |
| 2020 | 10/10 Ceinture noire (Transcendance)                          | FR94 Platin · (7 Wo.)FR | — | — | — | — | — | Erstveröffentlichung: 7. Februar 2020 Verkäufe: + 200.000; feat. Dadju & Alonzo                  |
| 2020 | Malheur, malheur Ceinture noire                               | FR96 Platin · (19 Wo.)FR | BEW20 (13 Wo.)BEW | — | — | — | — | Erstveröffentlichung: 1. Mai 2020 Verkäufe: + 200.000                                            |
| 2020 | YOLO Le Fléau                                                 | FR46 Gold · (15 Wo.)FR | — | — | — | — | — | Erstveröffentlichung: 4. September 2020 Verkäufe: + 100.000                                      |
| 2020 | Immortel Le Fléau                                             | FR99 (10 Wo.)FR | — | — | — | — | — | Erstveröffentlichung: 25. September 2020                                                         |
| 2020 | Origami Le Fléau                                              | FR64 (8 Wo.)FR | — | — | — | — | — | Erstveröffentlichung: 23. Oktober 2020 feat. Xnilo Virus                                         |
| 2020 | Jusqu’ici tout va bien Le Fléau                               | FR9 Platin · (24 Wo.)FR | BEW7 (24 Wo.)BEW | — | — | — | — | Erstveröffentlichung: 6. November 2020                                                           |
| 2020 | Oro Jackson Le Fléau                                          | FR79 (2 Wo.)FR | — | — | — | — | — | Erstveröffentlichung: 6. November 2020 feat. Gazo                                                |
| 2021 | GJS Les Vestiges du Fléau                                     | FR41 (6 Wo.)FR | — | — | — | — | — | Erstveröffentlichung: 2. April 2021 feat. Jul & Sch                                              |
| 2021 | Belle Les Vestiges du Fléau                                   | FR36 Platin · (20 Wo.)FR | — | — | — | — | — | Erstveröffentlichung: 9. April 2021 Verkäufe: + 200.000; mit Dadju & Slimane                     |
| 2021 | Only You Les Vestiges du Fléau                                | FR84 Gold · (16 Wo.)FR | — | — | DE— gDE | — | CH19 ×2Doppelplatin · (6 Wo.)CH | Erstveröffentlichung: 28. Mai 2021 Verkäufe: + 140.000; feat. Dhurata Dora                       |
| 2021 | Prends ma main L’empire de Méroé                              | FR49 Platin · (27 Wo.)FR | BEW39 (8 Wo.)BEW | — | — | — | — | Erstveröffentlichung: 8. Oktober 2021 Verkäufe: + 200.000; mit Vitaa                             |
| 2022 | Maintenant Les dernières volontés de Mozart (Symphony)        | FR135 Gold · (8 Wo.)FR | BEW20 (14 Wo.)BEW | — | — | — | — | Erstveröffentlichung: 30. September 2022 Verkäufe: + 100.000                                     |
| 2022 | Après vous Madame Les dernières volontés de Mozart (Symphony) | FR74 Platin · (14 Wo.)FR | BEW46 (1 Wo.)BEW | — | — | — | — | Erstveröffentlichung: 25. November 2022 Verkäufe: + 200.000; feat. Soolking                      |
| 2023 | Seya Les dernières volontés de Mozart (Symphony)              | FR26 Platin · (55 Wo.)FR | BEW44 (4 Wo.)BEW | — | DE— hDE | — | CH20 (34 Wo.)CH | Erstveröffentlichung: 6. Oktober 2023 Verkäufe: + 430.000; mit Sativamusic & Morad               |
| 2024 | Loco Les dernières volontés de Mozart (Symphony)              | FR20 Diamant · (50 Wo.)FR | BEW30 Platin · (15 Wo.)BEW | — | — | — | — | Erstveröffentlichung: 26. Januar 2024 Verkäufe: + 353.333; mit Lossa                             |
| 2024 | Spider Le nord se souvient                                    | FR1 Diamant · (… Wo.)FR | BEW1 ×3Dreifachplatin · (… Wo.)BEW | — | — | — | CH17 (57 Wo.)CH | Erstveröffentlichung: 10. Mai 2024 Verkäufe: + 393.333; feat. Dystinct                           |
| 2024 | Mamacita –                                                    | FR192 (1 Wo.)FR | — | — | — | — | — | Erstveröffentlichung: 5. Juli 2024 mit Sfera Ebbasta                                             |
| 2024 | Sois pas timide Le nord se souvient                           | FR1 Platin · (… Wo.)FR | BEW1 Platin · (… Wo.)BEW | — | — | — | CH21 (31 Wo.)CH | Erstveröffentlichung: 19. Juli 2024 Verkäufe: + 220.000                                          |
| 2024 | Terminal 2F Le nord se souvient                               | FR26 Platin · (36 Wo.)FR | — | — | — | — | CH80 (1 Wo.)CH | Erstveröffentlichung: 16. August 2024 Verkäufe: + 200.000; feat. Dadju                           |
| 2024 | Vent du Nord Le nord se souvient                              | FR38 (4 Wo.)FR | — | — | — | — | — | Erstveröffentlichung: 6. September 2024                                                          |
| 2024 | Ohma tokita Le nord se souvient                               | FR29 Platin · (32 Wo.)FR | — | — | — | — | — | Erstveröffentlichung: 27. September 2024 Verkäufe: + 200.000                                     |
| 2024 | Ciel Le nord se souvient: L’Odyssée                           | FR1 Diamant · (… Wo.)FR | BEW1 (… Wo.)BEW | — | — | — | CH14 (… Wo.)CH | Erstveröffentlichung: 18. Oktober 2024 Verkäufe: + 333.333                                       |
| 2025 | Shaolin Le nord se souvient: L’Odyssée                        | FR110 (2 Wo.)FR | — | — | — | — | — | Erstveröffentlichung: 10. Februar 2025                                                           |
| 2025 | Ninao Le nord se souvient: L’Odyssée                          | FR1 Diamant · (… Wo.)FR | BEW2 (… Wo.)BEW | — | DE81 (4 Wo.)DE | AT60 (1 Wo.)AT | CH7 (… Wo.)CH | Erstveröffentlichung: 21. Februar 2025 Verkäufe: + 333.333                                       |
| 2025 | Baby Le nord se souvient: L’Odyssée                           | FR15 Gold · (13 Wo.)FR | — | — | — | — | — | Erstveröffentlichung: 21. Februar 2025 Verkäufe: + 100.000                                       |
| 2025 | Touché –                                                      | FR19 Gold · (… Wo.)FR | BEW47 (1 Wo.)BEW | — | — | — | — | Erstveröffentlichung: 11. April 2025 Verkäufe: + 100.000; mit KeBlack                            |
| 2025 | Appelle ta copine –                                           | FR6 Gold · (… Wo.)FR | BEW26 (… Wo.)BEW | — | — | — | — | Erstveröffentlichung: 23. Mai 2025 Verkäufe: + 100.000                                           |
| 2025 | Contact –                                                     | FR71 (5 Wo.)FR | — | — | — | — | — | Erstveröffentlichung: 23. Mai 2025                                                               |
| 2025 | Comète –                                                      | FR54 (1 Wo.)FR | — | — | — | — | — | Erstveröffentlichung: 13. Juni 2025                                                              |
| 2025 | Air Force blanche Le nord se souvient: L’Odyssée              | FR1 Platin · (… Wo.)FR | BEW12 (… Wo.)BEW | — | — | — | CH23 (… Wo.)CH | Erstveröffentlichung: 20. Juni 2025 Verkäufe: + 200.000; feat. Jul                               |
| 2025 | Genkidama –                                                   | FR141 (1 Wo.)FR | — | — | — | — | — | Erstveröffentlichung: 20. Juni 2025 mit Lossa                                                    |
| 2025 | Do You Love Me? –                                             | FR82 (… Wo.)FR | — | — | — | — | — | Erstveröffentlichung: 11. Juli 2025                                                              |
| 2025 | Parisienne –                                                  | FR2 (… Wo.)FR | BEW8 (… Wo.)BEW | — | — | — | CH28 (… Wo.)CH | Erstveröffentlichung: 1. August 2025 mit La Mano 1.9                                             |
| Folgende Lieder erschienen nicht als Single, wurden aber durch das Album zum Download und Streaming bereitgestellt und konnten somit eine Platzierung erlangen: |                                                               | | | | | | |                                                                                                  |
| |                                                               | | | | | | |                                                                                                  |
| 2013 | VQ2PQ Subliminal                                              | FR66 (2 Wo.)FR | — | — | — | — | — | Charteinstieg: 1. Juni 2013                                                                      |
| 2013 | Épuisé Subliminal                                             | FR79 (4 Wo.)FR | — | — | — | — | — | Charteinstieg: 1. Juni 2013                                                                      |
| 2013 | Pas touché Subliminal                                         | FR90 (2 Wo.)FR | — | — | — | — | — | Charteinstieg: 1. Juni 2013 feat. Pitbull                                                        |
| 2013 | Bavon Subliminal                                              | FR92 (1 Wo.)FR | — | — | — | — | — | Charteinstieg: 1. Juni 2013 feat. Charly Bell                                                    |
| 2013 | Ça décoiffe Subliminal                                        | FR104 (1 Wo.)FR | — | — | — | — | — | Charteinstieg: 1. Juni 2013 feat. Black M & Jr O Crom                                            |
| 2013 | À la base Subliminal                                          | FR134 (1 Wo.)FR | — | — | — | — | — | Charteinstieg: 1. Juni 2013                                                                      |
| 2013 | La chute Subliminal                                           | FR137 (1 Wo.)FR | — | — | — | — | — | Charteinstieg: 1. Juni 2013                                                                      |
| 2013 | Freedom Subliminal                                            | FR146 (1 Wo.)FR | — | — | — | — | — | Charteinstieg: 1. Juni 2013 feat. H Magnum                                                       |
| 2013 | Outsider Subliminal                                           | FR147 (1 Wo.)FR | — | — | — | — | — | Charteinstieg: 1. Juni 2013 feat. Beidjik, Dadju & Xgangs                                        |
| 2013 | Où est ton arme Subliminal                                    | FR163 (1 Wo.)FR | — | — | — | — | — | Charteinstieg: 1. Juni 2013 feat. Maska                                                          |
| 2013 | Laisse tomber Subliminal                                      | FR200 (1 Wo.)FR | — | — | — | — | — | Charteinstieg: 1. Juni 2013 feat. Dr. Beriz & Insolent                                           |
| 2013 | Monstre marin Subliminal (Édition Deluxe)                     | FR50 (2 Wo.)FR | — | — | — | — | — | Charteinstieg: 14. Dezember 2013                                                                 |
| 2013 | Close Your Eyes Subliminal (Édition Deluxe)                   | FR54 (2 Wo.)FR | — | — | — | — | — | Charteinstieg: 14. Dezember 2013 feat. Jr O Crom                                                 |
| 2013 | De Marseille à Paris Subliminal (Édition Deluxe)              | FR58 (2 Wo.)FR | — | — | — | — | — | Charteinstieg: 14. Dezember 2013 feat. Bedjik, Dr. Beriz, H Magnum & Soprano                     |
| 2015 | Mon cœur avait raison                                         | FR54 (8 Wo.)FR | — | — | — | — | — | Charteinstieg: 5. September 2015                                                                 |
| 2015 | Hasta luego Mon cœur avait raison                             | FR75 (3 Wo.)FR | — | — | — | — | — | Charteinstieg: 5. September 2015                                                                 |
| 2015 | Habibi Mon cœur avait raison                                  | FR86 (3 Wo.)FR | — | — | — | — | — | Charteinstieg: 5. September 2015                                                                 |
| 2015 | Contradiction Mon cœur avait raison                           | FR98 (2 Wo.)FR | — | — | — | — | — | Charteinstieg: 5. September 2015 feat. Barack Adama                                              |
| 2015 | Number One Mon cœur avait raison                              | FR143 (1 Wo.)FR | — | — | — | — | — | Charteinstieg: 5. September 2015 feat. H Magnum                                                  |
| 2015 | La main du roi Mon cœur avait raison                          | FR171 (1 Wo.)FR | — | — | — | — | — | Charteinstieg: 5. September 2015                                                                 |
| 2015 | Cadeaux Mon cœur avait raison                                 | FR183 (1 Wo.)FR | — | — | — | — | — | Charteinstieg: 5. September 2015                                                                 |
| 2015 | Sans rétro Mon cœur avait raison                              | FR184 (1 Wo.)FR | — | — | — | — | — | Charteinstieg: 5. September 2015 feat. Dadju                                                     |
| 2016 | Pense à moi À contrecoeur (Mon coeur avait raison réédition)  | FR55 (1 Wo.)FR | — | — | — | — | — | Charteinstieg: 3. September 2016                                                                 |
| 2016 | Paname Mon cœur avait raison                                  | FR95 (1 Wo.)FR | — | — | — | — | — | Charteinstieg: 3. September 2016                                                                 |
| 2018 | Entre nous c’est mort Ceinture noire                          | FR40 Gold · (5 Wo.)FR | — | — | — | — | — | Charteinstieg: 30. März 2018 Verkäufe: + 100.000                                                 |
| 2018 | Tu reviendras Ceinture noire                                  | FR42 Gold · (6 Wo.)FR | — | — | — | — | — | Charteinstieg: 30. März 2018 Verkäufe: + 100.000                                                 |
| 2018 | Tant pis Ceinture noire                                       | FR44 (3 Wo.)FR | — | — | — | — | — | Charteinstieg: 30. März 2018                                                                     |
| 2018 | Merci maman Ceinture noire                                    | FR48 (4 Wo.)FR | — | — | — | — | — | Charteinstieg: 30. März 2018                                                                     |
| 2018 | Laissez-moi tranquille Ceinture noire                         | FR49 (4 Wo.)FR | — | — | — | — | — | Charteinstieg: 30. März 2018                                                                     |
| 2018 | Fuegolando Ceinture noire                                     | FR55 (3 Wo.)FR | — | — | — | — | — | Charteinstieg: 30. März 2018                                                                     |
| 2018 | T’es partie Ceinture noire                                    | FR70 (2 Wo.)FR | — | — | — | — | — | Charteinstieg: 30. März 2018                                                                     |
| 2018 | Anakin Ceinture noire                                         | FR80 (2 Wo.)FR | — | — | — | — | — | Charteinstieg: 30. März 2018                                                                     |
| 2018 | La nuit c’est fait pour dormir Ceinture noire                 | FR83 (2 Wo.)FR | — | — | — | — | — | Charteinstieg: 30. März 2018 feat. Orelsan & H Magnum                                            |
| 2018 | Où aller Ceinture noire                                       | FR16 Diamant · (41 Wo.)FR | BEW35 (4 Wo.)BEW | — | — | — | — | Charteinstieg: 30. März 2018 Verkäufe: + 333.333; Höchstplatzierung FR / Charteinstieg BEW: 2024 |
| 2018 | Tu m’as dit Ceinture noire                                    | FR87 (2 Wo.)FR | — | — | — | — | — | Charteinstieg: 30. März 2018 feat. Bedjik                                                        |
| 2018 | Appelez la police Ceinture noire                              | FR96 (2 Wo.)FR | — | — | — | — | — | Charteinstieg: 30. März 2018 feat. MHD                                                           |
| 2018 | Gunshot Ceinture noire                                        | FR104 Gold · (11 Wo.)FR | — | — | — | — | — | Charteinstieg: 30. März 2018 Verkäufe: + 100.000                                                 |
| 2018 | Bonita Ceinture noire                                         | FR107 (2 Wo.)FR | — | — | — | — | — | Charteinstieg: 30. März 2018                                                                     |
| 2018 | 60% Ceinture noire                                            | FR114 (1 Wo.)FR | — | — | — | — | — | Charteinstieg: 30. März 2018                                                                     |
| 2018 | Nos valeurs Ceinture noire                                    | FR115 (2 Wo.)FR | — | — | — | — | — | Charteinstieg: 30. März 2018                                                                     |
| 2018 | Tu me l’avais promis Ceinture noire                           | FR128 (2 Wo.)FR | — | — | — | — | — | Charteinstieg: 30. März 2018                                                                     |
| 2018 | Ana fi dar Ceinture noire                                     | FR129 (2 Wo.)FR | — | — | — | — | — | Charteinstieg: 30. März 2018                                                                     |
| 2018 | Mon cœur meurtri Ceinture noire                               | FR146 (1 Wo.)FR | — | — | — | — | — | Charteinstieg: 30. März 2018                                                                     |
| 2018 | Chien de la casse Ceinture noire                              | FR148 (1 Wo.)FR | — | — | — | — | — | Charteinstieg: 30. März 2018                                                                     |
| 2018 | Tu m’as mis dans la merde Ceinture noire                      | FR162 (1 Wo.)FR | — | — | — | — | — | Charteinstieg: 30. März 2018                                                                     |
| 2018 | Intro (Ceinture noire) Ceinture noire                         | FR179 (1 Wo.)FR | — | — | — | — | — | Charteinstieg: 30. März 2018                                                                     |
| 2018 | PS Ceinture noire                                             | FR184 (1 Wo.)FR | — | — | — | — | — | Charteinstieg: 30. März 2018                                                                     |
| 2018 | Je t’en veux Ceinture noire                                   | FR190 (1 Wo.)FR | — | — | — | — | — | Charteinstieg: 30. März 2018                                                                     |
| 2018 | Skyfall Ceinture noire                                        | FR196 (1 Wo.)FR | — | — | — | — | — | Charteinstieg: 30. März 2018                                                                     |
| 2018 | Les roses ont des épines Ceinture noire                       | FR199 (1 Wo.)FR | — | — | — | — | — | Charteinstieg: 30. März 2018                                                                     |
| 2020 | Sicario Le Fléau                                              | FR32 (2 Wo.)FR | — | — | — | — | — | Charteinstieg: 11. Dezember 2020 feat. Heuss l’Enfoiré                                           |
| 2020 | Côté noir Le Fléau                                            | FR38 (2 Wo.)FR | — | — | — | — | — | Charteinstieg: 11. Dezember 2020 feat. Leto                                                      |
| 2020 | Jetez pas l’œil Le Fléau                                      | FR52 (1 Wo.)FR | — | — | — | — | — | Charteinstieg: 11. Dezember 2020 feat. Vald                                                      |
| 2020 | Pendejo Le Fléau                                              | FR58 (1 Wo.)FR | — | — | — | — | — | Charteinstieg: 11. Dezember 2020 feat. Bosh                                                      |
| 2020 | Grosse bleta Le Fléau                                         | FR70 (1 Wo.)FR | — | — | — | — | — | Charteinstieg: 11. Dezember 2020 feat. Kaaris                                                    |
| 2020 | Oats Le Fléau                                                 | FR86 (1 Wo.)FR | — | — | — | — | — | Charteinstieg: 11. Dezember 2020                                                                 |
| 2020 | Thomas Shelby Le Fléau                                        | FR150 (1 Wo.)FR | — | — | — | — | — | Charteinstieg: 11. Dezember 2020                                                                 |
| 2020 | Intro (Le Fléau) Le Fléau                                     | FR166 (1 Wo.)FR | — | — | — | — | — | Charteinstieg: 11. Dezember 2020                                                                 |
| 2020 | Dans ma tête Le Fléau                                         | FR170 (1 Wo.)FR | — | — | — | — | — | Charteinstieg: 11. Dezember 2020 feat. Jaekers                                                   |
| 2020 | Twenny twenny Le Fléau                                        | FR171 (1 Wo.)FR | — | — | — | — | — | Charteinstieg: 11. Dezember 2020 feat. Yalatif Beatz                                             |
| 2020 | C’est comme ça Le Fléau                                       | FR191 (1 Wo.)FR | — | — | — | — | — | Charteinstieg: 11. Dezember 2020                                                                 |
| 2020 | Og Na Og Le Fléau                                             | FR193 (1 Wo.)FR | — | — | — | — | — | Charteinstieg: 11. Dezember 2020                                                                 |
| 2021 | C’est quoi l’del Les Vestiges du Fléau                        | FR51 (1 Wo.)FR | — | — | — | — | — | Charteinstieg: 4. Juni 2021 feat. Nekfeu                                                         |
| 2021 | C’est fini Les Vestiges du Fléau                              | FR117 (1 Wo.)FR | — | — | — | — | — | Charteinstieg: 4. Juni 2021 feat. Mohamed Ramadan                                                |
| 2021 | Ça fait mal Les Vestiges du Fléau                             | FR173 (1 Wo.)FR | — | — | — | — | — | Charteinstieg: 4. Juni 2021 feat. Naza                                                           |
| 2024 | San Goku Le nord se souvient                                  | FR98 (1 Wo.)FR | — | — | — | — | — | Charteinstieg: 20. September 2024                                                                |
| 2024 | Prosecco Le nord se souvient                                  | FR118 (1 Wo.)FR | — | — | — | — | — | Charteinstieg: 23. Dezember 2024 feat. Vacra                                                     |
| 2025 | Diana Le nord se souvient: L’Odyssée                          | FR10 Gold · (19 Wo.)FR | — | — | — | — | — | Charteinstieg: 24. Januar 2025 Verkäufe: + 100.000                                               |

### Als Gastmusiker
| Jahr | Titel Musiklabel                              | Höchstplatzierung, Gesamtwochen, AuszeichnungChartplatzierungen (Jahr, Titel, Musiklabel, Platzierungen, Wochen, Auszeichnungen, Anmerkungen) | Höchstplatzierung, Gesamtwochen, AuszeichnungChartplatzierungen (Jahr, Titel, Musiklabel, Platzierungen, Wochen, Auszeichnungen, Anmerkungen) | Höchstplatzierung, Gesamtwochen, AuszeichnungChartplatzierungen (Jahr, Titel, Musiklabel, Platzierungen, Wochen, Auszeichnungen, Anmerkungen) | Höchstplatzierung, Gesamtwochen, AuszeichnungChartplatzierungen (Jahr, Titel, Musiklabel, Platzierungen, Wochen, Auszeichnungen, Anmerkungen) | Höchstplatzierung, Gesamtwochen, AuszeichnungChartplatzierungen (Jahr, Titel, Musiklabel, Platzierungen, Wochen, Auszeichnungen, Anmerkungen) | Höchstplatzierung, Gesamtwochen, AuszeichnungChartplatzierungen (Jahr, Titel, Musiklabel, Platzierungen, Wochen, Auszeichnungen, Anmerkungen) | Anmerkungen                                                                                              |
| Jahr | Titel Musiklabel                              | FR | BEW | BEF | DE | AT | CH | Anmerkungen                                                                                              |
| --- | --------------------------------------------- | --- | --- | --- | --- | --- | --- | --- |
| 2012 | Ma mélodie Tôt ou tard                        | FR33 (34 Wo.)FR | BEW27 (10 Wo.)BEW | — | — | — | — | Erstveröffentlichung: 23. April 2012 Dry feat. Maître Gims                                               |
| 2013 | Fin de Dream Fin de Dream (Avant Gotham City) | FR170 (1 Wo.)FR | — | — | — | — | — | Erstveröffentlichung: 11. Januar 2013 H Magnum feat. Maître Gims                                         |
| 2013 | Game Over Ici et maintenant                   | FR1 (37 Wo.)FR | BEW7 (24 Wo.)BEW | — | — | — | — | Erstveröffentlichung: 23. September 2013 Vitaa feat. Maître Gims                                         |
| 2014 | Pour commencer Marin Monster                  | FR42 (18 Wo.)FR | — | — | — | — | — | Erstveröffentlichung: 14. April 2014 Marin Monster feat. Maître Gims                                     |
| 2014 | Prie pour moi Espace-temps                    | FR50 (24 Wo.)FR | — | — | — | — | — | Erstveröffentlichung: 12. Mai 2014 Maska feat. Maître Gims                                               |
| 2014 | Du Swagg Paris Oran New York                  | FR45 (17 Wo.)FR | — | — | — | — | — | Erstveröffentlichung: 16. Juni 2014 DJ Kayz feat. Maître Gims                                            |
| 2014 | À contre sens –                               | FR29 (19 Wo.)FR | — | — | — | — | — | Erstveröffentlichung: 7. November 2014 Shaniz feat. Maître Gims                                          |
| 2014 | Laisse-moi te dire Je suis une légende        | FR37 (25 Wo.)FR | — | — | — | — | — | Erstveröffentlichung: 8. Dezember 2014 Mac Tyer feat. Maître Gims                                        |
| 2014 | Dans son sac Règlement de comptes             | FR78 (8 Wo.)FR | — | — | — | — | — | Erstveröffentlichung: 22. Dezember 2014 Alonzo feat. Maître Gims                                         |
| 2015 | Pourquoi tu m’en veux? Gotham City            | FR77 (13 Wo.)FR | — | — | — | — | — | Erstveröffentlichung: 30. Oktober 2015 H Magnum feat. Maître Gims                                        |
| 2016 | Elle avait son djo Zifukoro                   | FR9 Platin · (9 Wo.)FR | — | — | — | — | — | Erstveröffentlichung: 19. September 2016 Verkäufe: + 200.000; Niska feat. Maître Gims                    |
| 2017 | Tu la regardes –                              | FR67 (3 Wo.)FR | — | — | — | — | — | Erstveröffentlichung: 20. Januar 2017 John Mamann feat. Maître Gims                                      |
| 2017 | Ce soir ne sors pas R.I.P.R.O. 3              | FR20 Diamant · (28 Wo.)FR | BEW46 (4 Wo.)BEW | — | — | — | — | Erstveröffentlichung: 7. Juli 2017 Verkäufe: + 333.333; Lacrim feat. Maître Gims                         |
| 2017 | Ma fierté Gentleman 2.0                       | FR28 Gold · (19 Wo.)FR | — | — | — | — | — | Erstveröffentlichung: 27. Oktober 2017 Verkäufe: + 66.666; Dadju feat. Maître Gims & Alonzo              |
| 2018 | Bella ciao Ceinture noire (Transcendance)     | FR2 Diamant · (36 Wo.)FR | BEW13 (9 Wo.)BEW | — | — | — | CH41 (11 Wo.)CH | Erstveröffentlichung: 18. Mai 2018 Verkäufe: + 333.333 Naestro feat. Maître Gims, Vitaa, Dadju & Slimane |
| 2019 | On Off Supersize                              | — | — | — | DE3 Gold · (14 Wo.)DE | AT5 Gold · (9 Wo.)AT | CH6 (6 Wo.)CH | Erstveröffentlichung: 28. Juni 2019 Verkäufe: + 215.000; Shirin David feat. Maître Gims                  |
| 2020 | Paye –                                        | FR124 (1 Wo.)FR | — | — | — | — | — | Erstveröffentlichung: 9. Juli 2020 Niro feat. Maître Gims                                                |
| 2020 | Dernier métro Mi vida                         | FR79 Platin · (23 Wo.)FR | BEW11 (19 Wo.)BEW | — | — | — | — | Erstveröffentlichung: 28. August 2020 Verkäufe: + 200.000; Kendji Girac feat. Gims                       |
| 2020 | 1er cœur 2.7.0                                | FR32 Gold · (10 Wo.)FR | — | — | — | — | — | Erstveröffentlichung: 6. November 2020 Verkäufe: + 100.000; Kaaris feat. Gims                            |
| 2021 | Cesar –                                       | FR32 (2 Wo.)FR | — | — | — | — | — | Erstveröffentlichung: 22. Januar 2021 Black M feat. Gims                                                 |
| 2021 | Best Life                                     | FR5 Diamant · (111 Wo.)FR | BEW39 (13 Wo.)BEW | — | — | — | — | Erstveröffentlichung: 28. September 2021 Verkäufe: + 333.333; Naps feat. Gims                            |
| 2023 | Mirage –                                      | FR53 Gold · (18 Wo.)FR | — | — | — | — | CH36 (14 Wo.)CH | Erstveröffentlichung: 14. April 2023 Verkäufe: + 300.000; Aribeatz feat. Ozuna, Gims & Sfera Ebbasta     |
| 2024 | Ma bella –                                    | — | — | — | — | — | CH50 (2 Wo.)CH | Erstveröffentlichung: 19. September 2024 Accaoui feat. Gims & Dafina Zeqiri                              |
| 2024 | Carré OK Africa Jungle Part.1                 | FR19 Platin · (31 Wo.)FR | BEW9 Gold · (22 Wo.)BEW | — | — | — | — | Erstveröffentlichung: 12. Dezember 2024 Verkäufe: + 210.000; Soolking feat. Gims                         |
| 2025 | Ego Cosmos                                    | FR121 (2 Wo.)FR | — | — | — | — | — | Erstveröffentlichung: 3. Januar 2025 Emkal feat. Gims & Lola Índigo                                      |
| 2025 | Couteau dans le dos Longue vie à nous         | FR42 (6 Wo.)FR | — | — | — | — | — | Erstveröffentlichung: 17. Januar 2025 Alonzo feat. Gims                                                  |
| 2025 | Piano –                                       | FR2 Platin · (… Wo.)FR | BEW13 (… Wo.)BEW | — | — | — | CH26 (… Wo.)CH | Erstveröffentlichung: 2. Mai 2025 Verkäufe: + 200.000; Werenoi feat. Gims                                |
| 2025 | Don Diego –                                   | — | — | — | — | AT23 (2 Wo.)AT | — | Erstveröffentlichung: 26. April 2025 Jala Brat feat. Buba Corelli & Gims                                 |
| 2025 | Corazon D&P à vie                             | FR20 (… Wo.)FR | — | — | — | — | — | Erstveröffentlichung: 18. Juli 2025 Jul feat. Gims                                                       |
| Folgende Lieder erschienen nicht als Single, wurden aber durch das Album zum Download und Streaming bereitgestellt und konnten somit eine Platzierung erlangen: |                                               | | | | | | | |
| |                                               | | | | | | | |
| 2011 | Pas de nouvelle bonne nouvelle Evolution      | FR84 (3 Wo.)FR | — | — | — | — | — | Charteinstieg: 10. September 2011 DJ Abdel feat. Maître Gims & Black M                                   |
| 2012 | Coucou Soldat de l’amour                      | FR149 (1 Wo.)FR | — | — | — | — | — | Charteinstieg: 6. Oktober 2012 Colonel Reyel avec Maître Gims                                            |
| 2013 | AVF Racine carrée                             | FR43 (22 Wo.)FR | BEW38 (1 Wo.)BEW | — | — | — | — | Charteinstieg: 31. August 2013 Stromae avec Maître Gims & Orelsan                                        |
| 2013 | Le choix Maintenant ou jamais                 | FR57 (13 Wo.)FR | — | — | — | — | — | Charteinstieg: 26. Oktober 2013 Dry feat. Maître Gims                                                    |
| 2013 | Longueur d’avance Futur 2.0                   | FR13 (7 Wo.)FR | BEW48 (1 Wo.)BEW | — | — | — | — | Charteinstieg: 7. Dezember 2013 Booba feat. Maître Gims                                                  |
| 2015 | Au cœur de Lutèce L’or des rois               | FR184 (1 Wo.)FR | — | — | — | — | — | Charteinstieg: 12. September 2015 Hayce Lemsi feat. Maître Gims                                          |
| 2015 | Petit jaloux R.I.P.R.O. 2                     | FR64 (1 Wo.)FR | — | — | — | — | — | Charteinstieg: 19. Dezember 2015 Lacrim feat. Maître Gims                                                |
| 2017 | Christophe La fête est finie                  | FR8 Platin · (18 Wo.)FR | — | — | — | — | — | Charteinstieg: 27. Oktober 2017 Verkäufe: + 200.000; Orelsan feat. Maître Gims                           |
| 2017 | Par amour Gentleman 2.0                       | FR10 Diamant · (49 Wo.)FR | — | — | — | — | — | Charteinstieg: 1. Dezember 2017 Verkäufe: + 333.333; Dadju feat. Maître Gims                             |
| 2018 | Arafricain Affranchis                         | FR22 Gold · (7 Wo.)FR | — | — | — | — | — | Charteinstieg: 2. Februar 2018 Verkäufe: + 100.000; Sofiane feat. Maître Gims                            |
| 2018 | Ma chérie La zone en personne                 | FR52 Gold · (6 Wo.)FR | — | — | — | — | — | Charteinstieg: 14. Dezember 2018 Verkäufe: + 100.000; Jul feat. Maître Gims                              |
| 2019 | Baden Baden Rooftop                           | FR15 Gold · (7 Wo.)FR | — | — | — | — | — | Charteinstieg: 6. Dezember 2019 Verkäufe: + 100.000; Sch feat. Maître Gims                               |
| 2020 | J’ai fait semblant Nos vies (Réédition)       | FR156 (1 Wo.)FR | — | — | — | — | — | Imen Es feat. Maître Gims                                                                                |
| 2021 | Toute la noche Avec le temps                  | FR41 (4 Wo.)FR | — | — | — | — | — | Soso Maness feat. Maître Gims                                                                            |
| 2023 | Malembé Omerta                                | FR30 (4 Wo.)FR | — | — | — | — | CH99 (1 Wo.)CH | Charteinstieg: 20. März 2023 Maes feat. Gims                                                             |

## Boxsets
| Jahr | Titel Musiklabel                          | Höchstplatzierung, Gesamtwochen, AuszeichnungChartplatzierungen (Jahr, Titel, Musiklabel, Platzierungen, Wochen, Auszeichnungen, Anmerkungen) | Höchstplatzierung, Gesamtwochen, AuszeichnungChartplatzierungen (Jahr, Titel, Musiklabel, Platzierungen, Wochen, Auszeichnungen, Anmerkungen) | Höchstplatzierung, Gesamtwochen, AuszeichnungChartplatzierungen (Jahr, Titel, Musiklabel, Platzierungen, Wochen, Auszeichnungen, Anmerkungen) | Höchstplatzierung, Gesamtwochen, AuszeichnungChartplatzierungen (Jahr, Titel, Musiklabel, Platzierungen, Wochen, Auszeichnungen, Anmerkungen) | Höchstplatzierung, Gesamtwochen, AuszeichnungChartplatzierungen (Jahr, Titel, Musiklabel, Platzierungen, Wochen, Auszeichnungen, Anmerkungen) | Höchstplatzierung, Gesamtwochen, AuszeichnungChartplatzierungen (Jahr, Titel, Musiklabel, Platzierungen, Wochen, Auszeichnungen, Anmerkungen) | Anmerkungen                           |
| Jahr | Titel Musiklabel                          | FR | BEW | BEF | DE | AT | CH | Anmerkungen                           |
| ---- | ----------------------------------------- | --- | --- | --- | --- | --- | --- | ------------------------------------- |
| 2018 | À contrecoeur / Subliminal V2 Chahawat/B1 | FR84 (28 Wo.)FR | — | — | — | — | — | Erstveröffentlichung: 24. August 2018 |

## Statistik

### Chartauswertung
|                     | FR     | BEW     | BEF     | DE    | AT    | CH    |
| ------------------- | ------ | ------- | ------- | ----- | ----- | ----- |
| Nummer-eins-Alben   | FR4FR  | BEW4BEW | BEF—BEF | DE—DE | AT—AT | CH1CH |
| Top-10-Alben        | FR6FR  | BEW5BEW | BEF—BEF | DE—DE | AT—AT | CH3CH |
| Alben in den Charts | FR10FR | BEW6BEW | BEF3BEF | DE1DE | AT—AT | CH6CH |

|                       | FR      | BEW      | BEF     | DE    | AT    | CH     |
| --------------------- | ------- | -------- | ------- | ----- | ----- | ------ |
| Nummer-eins-Singles   | FR8FR   | BEW5BEW  | BEF—BEF | DE—DE | AT—AT | CH—CH  |
| Top-10-Singles        | FR28FR  | BEW18BEW | BEF1BEF | DE2DE | AT1AT | CH2CH  |
| Singles in den Charts | FR176FR | BEW48BEW | BEF3BEF | DE3DE | AT3AT | CH27CH |

### Auszeichnungen für Musikverkäufe
| Goldene Schallplatte - Brasilien - 2023: für die Single Hola Señorita - Italien - 2023: für die Single Hola Señorita - 2024: für die Single Seya - Kanada - 2021: für die Single Hola Señorita - Polen - 2021: für die Single Hola Señorita - 2024: für die Single Est-ce que tu m’aimes? - Schweden - 2022: für die Single Hola Señorita Platin-Schallplatte - Spanien - 2019: für die Single Hola Señorita | 2× Platin-Schallplatte - Dänemark - 2025: für das Album Mon cœur avait raison - Griechenland - 2025: für die Single Seya - Italien - 2023: für die Single Mirage - Portugal - 2023: für die Single Seya - Spanien - 2025: für die Single Seya 3× Platin-Schallplatte - Dänemark - 2021: für die Single Est-ce que tu m’aimes? 5× Platin-Schallplatte - Italien - 2017: für die Single Est-ce que tu m’aimes? |

Anmerkung: Auszeichnungen in Ländern aus den Charttabellen bzw. Chartboxen sind in ebendiesen zu finden.
| Land/RegionAuszeichnungen für Musikverkäufe (Land/Region, Auszeichnungen, Verkäufe, Quellen) | Gold       | Platin       | Diamant       | Verkäufe   | Quellen                     |
| -------------------------------------------------------------------------------------------- | ---------- | ------------ | ------------- | ---------- | --------------------------- |
| Belgien (BRMA)                                                                               | 7× Gold7   | 10× Platin10 | —             | 340.000    | ultratop.be                 |
| Brasilien (PMB)                                                                              | Gold1      | —            | —             | 20.000     | pro-musicabr.org.br         |
| Dänemark (IFPI)                                                                              | —          | 5× Platin5   | —             | 310.000    | ifpi.dk                     |
| Deutschland (BVMI)                                                                           | 2× Gold2   | Platin1      | —             | 800.000    | musikindustrie.de           |
| Frankreich (SNEP)                                                                            | 21× Gold21 | 34× Platin34 | 20× Diamant20 | 12.994.992 | infodisc.fr snepmusique.com |
| Griechenland (IFPI)                                                                          | —          | 2× Platin2   | —             | 40.000     | Einzelnachweise             |
| Italien (FIMI)                                                                               | 2× Gold2   | 7× Platin7   | —             | 550.000    | fimi.it                     |
| Kanada (MC)                                                                                  | Gold1      | —            | —             | 40.000     | musiccanada.com             |
| Österreich (IFPI)                                                                            | 3× Gold3   | Platin1      | —             | 75.000     | ifpi.at                     |
| Polen (ZPAV)                                                                                 | 2× Gold2   | —            | —             | 35.000     | olis.pl                     |
| Portugal (AFP)                                                                               | —          | 2× Platin2   | —             | 20.000     | Einzelnachweise             |
| Schweden (IFPI)                                                                              | Gold1      | —            | —             | 40.000     | Einzelnachweise             |
| Schweiz (IFPI)                                                                               | 4× Gold4   | 6× Platin6   | —             | 165.000    | hitparade.ch                |
| Spanien (Promusicae)                                                                         | —          | 3× Platin3   | —             | 160.000    | elportaldemusica.es         |
| Insgesamt                                                                                    | 44× Gold44 | 71× Platin71 | 20× Diamant20 |            |                             |